# Paul Grégoire
Paul Grégoire, OC (Montreal, 24 d'octubre de 1911 – 30 d'octubre de 1993) va ser un cardenal catòlic quebequès. Va ser l'arquebisbe de Montreal entre 1968 i 1990, sent elevat al Col·legi Cardenalici el 1988.

## Biografia
Paul Grégoire va néixer a Viauville, Montreal, fill de J. Albert Grégoire i Marie Lavoie, però es van mudar a Verdun poc després del seu naixement. Va tenir dos germans més petits; però a més els seus pares adoptaren nou dels seus cosins.
Estudià al Seminari Menor de St. Thérèse in Blainville entre 1925 i 1933, i després al Seminari Major de Montreal entre 1933 i 1937, on va obtenir la llicenciatura en teologia. Va ser ordenat prevere el 22 de maig de 1937, ensenyant després a St. Thérèse fins a 1939. posteriorment esdevindria director de St. Thérèse.
Entre 1939 i 1942 amplià estudis a la Universitat de Montreal, on va obtenir el doctorat en filosofia i història, es llicencià en lletres i es diplomà en pedagogia.
El 1950 va ser nomenat capellà dels estudiants de la Universitat de Montreal, càrrec que conservaria fins al 1961.

### Bisbe
El 26 d'octubre de 1961 el Papa Joan XXIII el nomenà bisbe auxiliar de Montreal, amb el títol de bisbe in partibus de Curubis. Va rebre la consagració episcopal de mans del cardenal Paul-Émile Léger el 27 de desembre següent, amb els bisbes Émilien Frenette i Percival Caza com a co-consagradors.
Ocupà en diverses ocasions el càrrec de vicari general cada vegada que el cardenal Léger assistia a les sessions del Concili Vaticà II a Roma. El mateix Grégoire va ser Pare Conciliar a la Quarta Sessió del Concili, celebrada entre setembre i desembre de 1965.
L'11 de desembre de 1967 esdevingué administrador apostòlic ad nutum Sanctae Sedis i, el 20 d'abril de 1968, després del retir del cardenal Léger, el Papa Pau VI el nomenà Arquebisbe de Montreal. A partir d'aquell moment es dedicà a posar en pràctica les reformes conciliars. En particular, es dedicà a l'estructura de la cúria diocesana.
El 17 de desembre de 1979 va ser fet Oficial de l'orde del Canadà, pel seu esperit ecumènic i per la seva tasca social, especialment amb els necessitats. Va ser investit el 16 d'abril de 1980.
El 28 de juny de 1988 Joan Pau II el creà cardenal amb el títol de Cardenal prevere de Nostra Signora del Santissimo Sacramento e Santi Martiri Canadesi. Es retirà el 17 de març de 1990, amb 78 anys, sent succeït pel seu bisbe auxiliar, Jean-Claude Turcotte.
Va morir a Montreal el 30 d'octubre de 1993 a causa d'un tumor a l'estómac. Està enterrat a la catedral de Montreal.

## Honors
Oficial de l'orde del Canadà – 17 de desembre de 1979